# آهکی

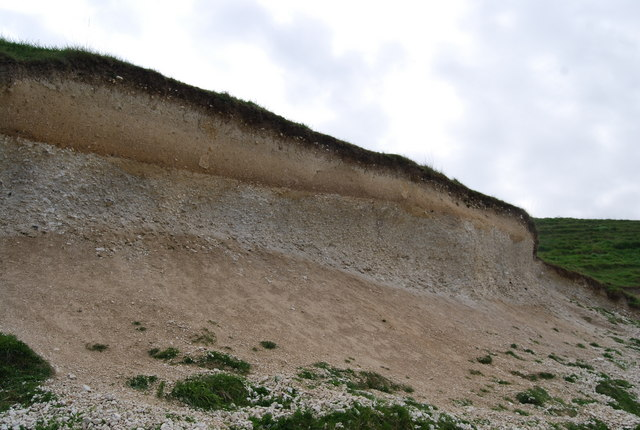
ماسه‌سنگ آهکی در پارک کشوری هفت‌خواهران، انگلستان

آهکی (به انگلیسی: Calcareous) صفتی به معنای «بیشتر یا بخشی از کربنات کلسیم تشکیل شده‌است»، به عبارت دیگر دارای آهک یا گچ است. این اصطلاح در طیف گسترده‌ای از رشته‌های علمی استفاده می‌شود.

## در جانورشناسی
آهکی به عنوان یک اصطلاح وصفی برای ساختارهای تشریحی که عمدتاً از کربنات کلسیم ساخته شده‌اند، در جانورانی مانند شکم‌پایان یعنی حلزون‌ها، به‌ویژه در رابطه با ساختارهایی مانند operculum، clausilium، و دارت عشق به کار می‌رود. این اصطلاح همچنین در مورد آزمایش‌های کربنات کلسیم، اغلب، کم‌وبیش میکروسکوپی روزن‌داران به کار می‌رود. همه آزمایش‌ها آهکی نیستند. دیاتومه‌ها و شعاعیان آزمایش‌های سیلیسی دارند.
نرم‌تنان موجودات آهکی هستند و همچنین اسفنج‌های آهکی (Calcarea) که دارای اسپیکول‌هایی هستند که از کربنات کلسیم ساخته شده‌اند.